# 인해
인해(印海)는 고려 후기의 무신, 장군이다. 본관은 교동(喬桐)이다. 이부시랑(吏部侍郞), 양광도(楊廣道) 부원수를 역임하였다.

## 생애
그는 고려조에 음서로써 천거되어 첨의평리(僉議評理), 참지정사(參知政事)를 역임한 인당(印璫)의 아들이다.
개경에서 출생하였고 지난날 한때 양광도 교동에서 잠시 유아기를 보낸 적이 있고 서해도 해주에서 잠시 유년기를 보낸 적이 있으며 그도 아버지처럼 음서로 천거되었는데, 1348년 음서로써 천거된 그는 훗날 1351년 고려 공민왕 때 이부시랑(吏部侍郞)을 지내고, 1377년(고려 우왕 3년) 1월 인해는 양광도(楊廣道)의 부원수가 되었다.
2월 왜적이 경양(慶陽)을 침범하고 곧바로 평택현(平澤縣)으로 들어오니, 인해(印海)가 싸웠으나 이기지 못하였다.
5월 왜구가 또 경양(慶陽)과 안성군을 침범하니, 양광도 원수 왕안덕(王安德)이 겁내고 나약하여 싸우지 못하고, 부원수 인해(印海)와 양천(陽川) 원수 홍인계(洪仁桂)를 불러 퇴각시켜서 가천역(加川驛)에 머물면서 적이 돌아가는 길에서 요격하려 하였으나, 적이 바라보고 다른 길로 갔다.
9월 왜적이 홍주(洪州)를 도륙하고 불사르고, 목사 지득청(池得淸)의 처를 죽이며, 판관(判官)의 처자를 사로잡았다. 양광도 원수 왕안덕 등이 노현(蘆峴)에서 싸워서 패하였다. 이튿날 적이 또 온수현(溫水縣)을 침범하고, 이산영(伊山營)을 불태웠다. 원수 인해(印海) 등이 섶다리[薪橋]에서 싸웠는데, 밤에 적이 사면으로 포위하자 군사들이 놀라 무너져서 많이 살상되었다. 11월 청주옥(淸州獄)에 갇혀 이산(伊山)에서 패배한 죄를 국문당하였다.
1383년(우왕 9년) 9월 왜적이 강릉부와 김화현(金化縣)을 침략하고 또 회양부(淮陽府)와 평강현(平康縣)을 함락하니, 경성에 계엄을 실시하고 평양과 서해도의 정병(精兵)을 징발하여 호위하게 하며, 전정당상의(前政堂相議) 남좌시(南佐時), 지밀직 안소(安紹), 밀직상의 왕승귀(王承貴)ㆍ왕승보(王承寶)ㆍ정희계(鄭熙啓), 개성군 왕복명(王福命), 판개부성사 곽선(郭璇) 등과 함께 왜구를 공격하였으나 김화에서 싸워 패전하였다.

## 가족 관계
- 아버지 : 인당(印璫, ？ ~ 1356년)
  - 형 : 인안(印安)
    - 아들 : 인원보(印原寶, ? ~ 1388년) - 고려 보문각학사(寶文閣學士), 판밀직사사(判密直司事)
    - 며느리 : 파평 윤씨(坡平尹氏) 윤상은(尹相殷)의 딸
      - 손자 : 인인경(印仁敬) - 조선 태종 때 삼군진무(三軍鎭撫) 통훈대부삭주부사(通訓大夫朔州府使)